# Métal Hurlant

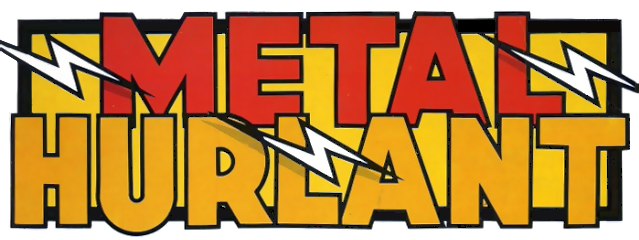
Logo „Métal Hurlant”

„Métal Hurlant” (dosłownie: „wyjący metal”) – francuskie czasopismo komiksowe z zakresu science fiction i horroru, założone w grudniu 1974 roku przez rysowników Jeana Girauda i Philippe’a Druilleta, dziennikarza i pisarza Jean-Pierre’a Dionneta oraz Bernarda Farkasa.

## 1975–1987
Początkowo wydawany był jako kwartalnik (z 69 stronami, w tym 18 w kolorze), od numeru 7. stał się dwumiesięcznikiem, a od numeru 9. ukazywał się z częstotliwością miesięczną. Liczba stron była zmienna, wahała się od 100 do 132. Także format magazynu ulegał zmianie.
Oprócz komiksów „Métal Hurlant” zawierał artykuły na temat książek oraz filmów z gatunku fantastyki naukowej.
Czasopismo przestało być wydawane we Francji w lipcu 1987 roku. 

## Wznowienie 2002
"Métal Hurlant" został wznowiony przez Humanoids Publishing w lipcu 2002 (z datą okładkową lipiec-sierpień 2002) z numerem 134. Wznowienie wychodziło w językowych wersjach francuskiej, angielskiej, hiszpańskiej i portugalskiej (wszystkie pod tym samym francuskim tytułem "Métal Hurlant"). Nowa edycja wychodziła jako dwumiesięcznik, miała mniejszy format (26x17 cm), 52 strony (68 od numeru 140), była sprzedawana tylko w księgarniach a jej celem była głównie promocja młodych autorów.
Ostatnim numerem był numer 145 wydany w październiku 2004.
W maju 2006 ukazał się jeszcze jeden numer (146). Liczył 100 stron, miał format 31x20,5 cm.
W 2005 Gilles Poussin i Christian Marmonnier opublikowali w Éditions Denoël "Métal hurlant 1975–1987, la machine à rêve". Album liczył prawie 300 stron i przypominał historię powstania i funkcjonowania "Métal Hurlant". Wydanie to, oprawione i uzupełnione oraz z niepublikowaną wcześniej przedmową Jean-Pierre Dionnet, zostało wznowione w październiku 2021.

## Wznowienie 2021
W maju 2020 Vincent Bernière ogłosił reaktywację "Métal Hurlant" w 2021 i rozpoczął zbiórkę crowdfundingową. Pierwszy numer wyszedł we wrześniu 2021 w formacie 20x26,7 cm i liczył 292 strony. Ta edycja nie kontynuuje poprzedniej numeracji.
W grudniu 2021, Vincent Bernière został zastąpiony przez Jerry’ego Frissena.
Do sierpnia 2022 wyszły 4 numery, z czego dwa (2 i 4) na zasadzie numerów retrospektywnych.

## Wersja amerykańska
Amerykańska wersja, utworzona w kwietniu 1977 pod nazwą „Heavy Metal”, wydawana jest do dzisiaj.

## Wersja polska
Wznowiona w 2021 roku wersja ukazuje się w polskiej wersji. Pierwszy numer
wyszedł w grudniu 2021, w formacie 20,5x27 cm i liczył 288 stron.
Numer drugi (podobnie jak w oryginale - retrospektywny) ukazał się w maju 2022 a trzeci w październiku 2022.